# 데포르티보 쿠엥카
클럽 데포르티보 쿠엥카(영어:Club Deportivo Cuenca)는 에콰도르의 쿠엥카를 연고로 한 프로 축구단이다. 현재 에콰도르 세리에 A에 참가하고 있다.

## 선수

### 현역
참고: FIFA 자격 규정에 따라 소속된 국가대표팀 국기를 표시합니다. 선수는 복수의 FIFA 비회원국 국적을 가지고 있을 수 있습니다.
| 번호 | 포지션 | 국적 | 이름                     |
| ---- | ------ | ---- | ------------------------ |
| 7    | MF     |      | 루카스 만시넬리          |
| 21   | FW     |      | 라울 베세라              |
| 32   | DF     |      | 나자리노 안드레스 로메로 |

| 번호 | 포지션 | 국적 | 이름 |
| ---- | ------ | ---- | ---- |

## 역대 감독
| 감독            | 임기        |
| --------------- | ----------- |
| 알렉스 아기나가 | 2015 ~ 2016 |